# Thylacinus potens
Espèce
Thylacinus potens (le « thylacine puissant ») est une espèce fossile de marsupiaux de la famille des Thylacinidae, considérée comme le plus grand marsupial carnivore ayant jamais existé après le lion marsupial.

## Historique
Seul un fragment fossile (une mâchoire supérieure) a été retrouvé à Alcoota Station près d'Alice Springs dans le Territoire du Nord en Australie. L'individu auquel appartient ce fragment aurait vécu il y a 8 millions d'années, vers la fin du Miocène.

## Description morphologique
Thylacinus potens dispose d'un physique plus trapu et à la tête plus courte et plus large que le thylacine[réf. nécessaire].
Il mesurerait environ 2,25 m de long de la tête à la queue, et pèserait entre 35 et 39 kg.

## Systématique
Le nom valide complet (avec auteur) de ce taxon est Thylacinus potens Woodburne (d), 1967.